# Список птахів Сахарської Арабської Демократичної Республіки
Це перелік видів птахів, зафіксованих на території Сахарської Арабської Демократичної Республіки. Авіфауна Західної Сахари налічує загалом 207 видів.

## Позначки
Наступні теги використані для виділення деяких категорій птахів.
- (А) Випадковий — вид, який рідко або випадково трапляється в Західній Сахарі

## Гусеподібні(Anseriformes)
Родина: Качкові (Anatidae)
- Гуска білолоба, Anser albifrons (A)
- Гуска сіра, Anser anser (A)
- Казарка чорна, Branta bernicla (A)
- Огар рудий, Tadorna ferruginea
- Галагаз звичайний, Tadorna tadorna (A)
- Нерозень, Mareca strepera (A)
- Свищ євразійський, Mareca penelope
- Крижень звичайний, Anas platyrhynchos
- Шилохвіст північний, Anas acuta
- Чирянка мала, Anas crecca
- Широконіска північна, Spatula clypeata
- Чирянка велика, Spatula querquedula
- Чирянка вузькодзьоба, Marmaronetta angustirostris
- Чернь червонодзьоба, Netta rufina
- Попелюх звичайний, Aythya ferina
- Чернь канадська, Aythya collaris (A)
- Чернь білоока, Aythya nyroca (A)
- Чернь чубата, Aythya fuligula (A)
- Чернь морська, Aythya marila (A)
- Синьга, Melanitta nigra
- Савка американська, Oxyura jamaicensis (A)

## Страусоподібні(Struthioniformes)
Родина: Страусові (Struthionidae)
- Страус африканський, Struthio camelus

## Пірникозоподібні(Podicipediformes)
Родина: Пірникозові (Podicipedidae)
- Пірникоза мала, Tachybaptus ruficollis

## Буревісникоподібні(Procellariiformes)
Родина: Буревісникові (Procellariidae)
- Тайфунник азорський, Pterodroma feae
- Буревісник атлантичний, Calonectris borealis
- Буревісник середземноморський, Calonectris diomedea
- Буревісник малий, Puffinus puffinus (A)
- Буревісник балеарський, Puffinus mauretanicus
- Буревісник канарський, Puffinus baroli

Родина: Океанникові (Oceanitidae)
- Океанник Вільсона, Oceanites oceanicus

Родина: Качуркові (Hydrobatidae)
- Качурка морська, Hydrobates pelagicus
- Качурка північна, Hydrobates leucorhous

## Сулоподібні(Suliformes)
Родина: Сулові (Sulidae)
- Сула атлантична, Morus bassanus

Родина: Бакланові (Phalacrocoracidae)
- Баклан великий, Phalacrocorax carbo
- Баклан чубатий, Gulosus aristotelis
- Баклан африканський, Microcarbo africanus

## Пеліканоподібні(Pelecaniformes)
Родина: Пеліканові (Pelecanidae)
- Пелікан рожевий, Pelecanus onocrotalus
- Пелікан кучерявий, Pelecanus crispus

Родина: Чаплеві (Ardeidae)
- Бугай водяний, Botaurus stellaris (A)
- Бугайчик звичайний, Ixobrychus minutus
- Чапля сіра, Ardea cinerea
- Чапля руда, Ardea purpurea
- Чепура велика, Ardea alba (A)
- Чапля рифова, Egretta gularis (A)
- Чепура мала, Egretta garzetta
- Чапля жовта, Ardeola ralloides
- Чапля єгипетська, Bubulcus ibis
- Квак звичайний, Nycticorax nycticorax

Родина: Ібісові (Threskiornithidae)
- Ібіс-лисоголов марокканський, Geronticus eremita
- Коровайка бура, Plegadis falcinellus
- Косар білий, Platalea leucorodia

## Лелекоподібні(Ciconiiformes)
Родина: Лелекові (Ciconiidae)
- Лелека-тантал африканський, Mycteria ibis
- Лелека чорний, Ciconia nigra
- Лелека білий, Ciconia ciconia

## Фламінгоподібні(Phoenicopteriformes)
Родина: Фламінгові (Phoenicopteridae)
- Фламінго рожевий, Phoenicopterus roseus

## Яструбоподібні(Accipitriformes)
Родина: Скопові (Pandionidae)
- Скопа, Pandion haliaetus

Родина: Яструбові (Accipitridae)
- Шуліка чорноплечий, Elanus caeruleus
- Осоїд євразійський, Pernis apivorus
- Шуліка рудий, Milvus milvus
- Шуліка чорний, Milvus migrans
- Ягнятник, Gypaetus barbatus
- Стерв'ятник бурий, Necrosyrtes monachus
- Стерв'ятник, Neophron percnopterus
- Сип плямистий, Gyps rueppelli (A)
- Сип білоголовий, Gyps fulvus
- Гриф африканський, Torgos tracheliotos (A)
- Змієїд блакитноногий, Circaetus gallicus
- Лунь очеретяний, Circus aeruginosus
- Лунь польовий, Circus cyaneus
- Лунь степовий, Circus macrourus (A)
- Лунь лучний, Circus pygargus
- Яструб малий, Accipiter nisus
- Канюк звичайний, Buteo buteo
- Канюк степовий, Buteo rufinus
- Яструб-крикун темний, Melierax metabates (A)
- Орел рудий, Aquila rapax
- Орел степовий, Aquila nipalensis (A)
- Могильник іспанський, Aquila adalberti (A)
- Беркут, Aquila chrysaetos
- Орел-карлик яструбиний, Aquila fasciata
- Орел-карлик, Hieraaetus pennatus

## Соколоподібні(Falconiformes)
Родина: Соколові (Falconidae)
- Боривітер степовий, Falco naumanni
- Боривітер звичайний, Falco tinnunculus
- Ланер, Falco biarmicus
- Falco pelegrinoides
- Сапсан, Falco peregrinus

## Куроподібні(Galliformes)
Родина: Фазанові (Phasianidae)
- Перепілка звичайна, Coturnix coturnix
- Кеклик берберійський, Alectoris barbara

## Журавлеподібні(Gruiformes)
Родина: Пастушкові (Rallidae)
- Пастушок водяний, Rallus aquaticus
- Деркач лучний, Crex crex
- Деркач африканський, Crex egregia
- Погонич звичайний, Porzana porzana
- Курочка водяна, Gallinula chloropus
- Лиска звичайна, Fulica atra
- Лиска африканська, Fulica cristata
- Султанка африканська, Porphyrio alleni
- Погонич малий, Zapornia parva
- Погонич-крихітка, Zapornia pusilla

Родина: Журавлеві (Gruidae)
- Журавель сірий, Grus grus (A)

## Дрохвоподібні(Otidiformes)
Родина: Дрохвові (Otididae)
- Джек, Chlamydotis undulata

## Сивкоподібні(Charadriiformes)
Родина: Куликосорокові (Haematopodidae)
- Кулик-сорока євразійський, Haematopus ostralegus

Родина: Чоботарові (Recurvirostridae)
- Кулик-довгоніг чорнокрилий, Himantopus himantopus
- Чоботар синьоногий, Recurvirostra avosetta

Родина: Лежневі (Burhinidae)
- Лежень степовий, Burhinus oedicnemus

Родина: Дерихвостові (Glareolidae)
- Бігунець пустельний, Cursorius cursor
- Дерихвіст лучний, Glareola pratincola

Родина: Сивкові (Charadriidae)
- Сивка звичайна, Pluvialis apricaria
- Сивка морська, Pluvialis squatarola
- Чайка чубата, Vanellus vanellus
- Пісочник великий, Charadrius hiaticula
- Пісочник малий, Charadrius dubius
- Пісочник морський, Charadrius alexandrinus
- Хрустан євразійський, Charadrius morinellus (A)

Родина: Баранцеві (Scolopacidae)
- Неголь довгодзьобий, Limnodromus scolopaceus (A)
- Грицик великий, Limosa limosa
- Грицик малий, Limosa lapponica
- Кульон середній, Numenius phaeopus
- Кульон великий, Numenius arquata
- Коловодник чорний, Tringa erythropus
- Коловодник звичайний, Tringa totanus
- Коловодник великий, Tringa nebularia
- Коловодник лісовий, Tringa ochropus
- Коловодник болотяний, Tringa glareola
- Набережник палеарктичний, Actitis hypoleucos
- Крем'яшник звичайний, Arenaria interpres
- Побережник ісландський, Calidris canutus
- Побережник білий, Calidris alba
- Побережник малий, Calidris minuta
- Побережник білохвостий, Calidris temminckii
- Побережник червоногрудий, Calidris ferruginea
- Побережник чорногрудий, Calidris alpina
- Брижач, Calidris pugnax

Родина: Поморникові (Stercorariidae)
- Поморник великий, Stercorarius skua
- Поморник середній, Stercorarius pomarinus
- Поморник короткохвостий, Stercorarius parasiticus

Родина: Мартинові (Laridae)
- Мартин сіроногий, Ichthyaetus audouinii
- Мартин сіроголовий, Chroicocephalus cirrocephalus
- Мартин звичайний, Chroicocephalus ridibundus
- Мартин тонкодзьобий, Chroicocephalus genei
- Мартин вилохвостий, Xema sabini
- Мартин чорнокрилий, Larus fuscus
- Larus michahellis
- Мартин трипалий, Rissa tridactyla
- Крячок чорнодзьобий, Gelochelidon nilotica
- Крячок каспійський, Hydroprogne caspia
- Крячок бенгальський, Thalasseus bengalensis
- Крячок рябодзьобий, Thalasseus sandvicensis
- Крячок африканський, Thalasseus albididorsalis
- Крячок рожевий, Sterna dougallii
- Крячок річковий, Sterna hirundo
- Крячок полярний, Sterna paradisaea
- Крячок малий, Sternula albifrons
- Крячок бурокрилий, Onychoprion anaethetus
- Крячок білощокий, Chlidonias hybrida
- Крячок чорний, Chlidonias niger

Родина: Алькові (Alcidae)
- Кайра тонкодзьоба, Uria aalge
- Гагарка мала, Alca torda

## Рябкоподібні(Pterocliformes)
Родина: Рябкові (Pteroclidae)
- Рябок сенегальський, Pterocles senegallus
- Рябок рудоголовий, Pterocles coronatus
- Рябок абісинський, Pterocles lichtensteinii

## Голубоподібні(Columbiformes)
Родина: Голубові (Columbidae)
- Голуб сизий, Columba livia
- Припутень, Columba palumbus
- Горлиця звичайна, Streptopelia turtur
- Горлиця капська, Oena capensis

## Зозулеподібні(Cuculiformes)
Родина: Зозулеві (Cuculidae)
- Зозуля звичайна, Cuculus canorus

## Совоподібні(Strigiformes)
Родина: Сипухові (Tytonidae)
- Сипуха крапчаста, Tyto alba

Родина: Совові (Strigidae)
- Сплюшка євразійська, Otus scops
- Пугач пустельний, Bubo ascalaphus
- Сич хатній, Athene noctua

## Дрімлюгоподібні(Caprimulgiformes)
Родина: Дрімлюгові (Caprimulgidae)
- Дрімлюга іспанський, Caprimulgus ruficollis
- Дрімлюга звичайний, Caprimulgus europaeus
- Дрімлюга золотистий, Caprimulgus eximius (A)

## Серпокрильцеподібні(Apodiformes)
Родина: Серпокрильцеві (Apodidae)
- Серпокрилець чорний, Apus apus
- Серпокрилець канарський, Apus unicolor
- Серпокрилець блідий, Apus pallidus
- Серпокрилець малий, Apus affinis

## Сиворакшоподібні(Coraciiformes)
Родина: Бджолоїдкові (Meropidae)
- Бджолоїдка звичайна, Merops apiaster

Родина: Сиворакшові (Coraciidae)
- Сиворакша євразійська, Coracias garrulus

## Bucerotiformes
Родина: Одудові (Upupidae)
- Одуд, Upupa epops

## Дятлоподібні(Piciformes)
Родина: Дятлові (Picidae)
- Крутиголовка звичайна, Jynx torquilla

## Горобцеподібні(Passeriformes)
Родина: Жайворонкові (Alaudidae)
- Жервінчик білолобий, Eremopterix nigriceps
- Жайворонок вохристий, Ammomanes cinctura
- Жайворонок пустельний, Ammomanes deserti
- Пікір великий, Alaemon alaudipes
- Жайворонок товстодзьобий, Ramphocoris clotbey
- Жайворонок малий, Calandrella brachydactyla
- Жайворонок сірий, Alaudala rufescens
- Посмітюха звичайна, Galerida cristata
- Посмітюха довгодзьоба, Galerida macrorhyncha
- Посмітюха короткопала, Galerida theklae
- Жайворонок близькосхідний, Eremophila bilopha

Родина: Ластівкові (Hirundinidae)
- Ластівка берегова, Riparia riparia
- Ластівка скельна, Ptyonoprogne rupestris
- Ластівка афро-азійська, Ptyonoprogne fuligula
- Ластівка сільська, Hirundo rustica
- Ластівка даурська, Cecropis daurica
- Ластівка міська, Delichon urbicum

Родина: Плискові (Motacillidae)
- Плиска гірська, Motacilla cinerea
- Плиска біла, Motacilla alba
- Плиска жовта, Motacilla flava
- Плиска жовтоголова, Motacilla citreola (A)
- Щеврик азійський, Anthus richardi (A)
- Щеврик польовий, Anthus campestris
- Щеврик лісовий, Anthus trivialis
- Щеврик лучний, Anthus pratensis
- Щеврик оливковий, Anthus hodgsoni (A)
- Щеврик червоногрудий, Anthus cervinus
- Щеврик гірський, Anthus spinoletta (A)
- Щеврик острівний, Anthus petrosus (A)

Родина: Бюльбюлеві (Pycnonotidae)
- Бюльбюль темноголовий, Pycnonotus barbatus

Родина: Дроздові (Turdidae)
- Дрізд чорний, Turdus merula

Родина: Вертункові (Scotocercidae)
- Вертунка, Scotocerca inquieta

Родина: Cettiidae
- Очеретянка середземноморська, Cettia cetti

Родина: Кобилочкові (Locustellidae)
- Кобилочка-цвіркун, Locustella naevia

Родина: Тамікові (Cisticolidae)
- Принія мала, Spiloptila clamans

Родина: Очеретянкові (Acrocephalidae)
- Очеретянка прудка, Acrocephalus paludicola
- Очеретянка лучна, Acrocephalus schoenobaenus
- Очеретянка ставкова, Acrocephalus scirpaceus
- Очеретянка велика, Acrocephalus arundinaceus
- Берестянка бліда, Iduna pallida
- Берестянка багатоголоса, Hippolais polyglotta

Родина: Вівчарикові (Phylloscopidae)
- Вівчарик весняний, Phylloscopus trochilus
- Вівчарик-ковалик, Phylloscopus collybita
- Вівчарик світлочеревий, Phylloscopus bonelli

Родина: Кропив'янкові (Sylviidae)
- Кропив'янка садова, Sylvia borin
- Кропив'янка сіра, Curruca communis
- Кропив'янка африканська, Curruca deserti
- Кропив'янка співоча, Curruca hortensis
- Кропив'янка червоновола, Curruca cantillans
- Кропив'янка середземноморська, Curruca melanocephala
- Кропив'янка піренейська, Curruca conspicillata

Родина: Мухоловкові (Muscicapidae)
- Скеляр строкатий, Monticola saxatilis
- Скеляр синій, Monticola solitarius
- Мухоловка сіра, Muscicapa striata
- Мухоловка мала, Ficedula parva
- Мухоловка строката, Ficedula hypoleuca
- Мухоловка атласька, Ficedula speculigera
- Мухоловка білошия, Ficedula albicollis
- Соловейко західний, Luscinia megarhynchos
- Синьошийка, Luscinia svecica
- Вільшанка, Erithacus rubecula
- Соловейко рудохвостий, Cercotrichas galactotes
- Горихвістка звичайна, Phoenicurus phoenicurus
- Горихвістка алжирська, Phoenicurus moussieri
- Горихвістка чорна, Phoenicurus ochruros
- Трав'янка лучна, Saxicola rubetra
- Трав'янка європейська, Saxicola rubicola
- Oenanthe leucopyga
- Кам'янка білогуза, Oenanthe leucura
- Кам'янка звичайна, Oenanthe oenanthe
- Кам'янка попеляста, Oenanthe isabellina
- Кам'янка рудогуза, Oenanthe moesta
- Кам'янка іспанська, Oenanthe hispanica
- Oenanthe lugens
- Кам'янка пустельна, Oenanthe deserti

Родина: Leiothrichidae
- Кратеропа сахарська, Argya fulva

Родина: Вивільгові (Oriolidae)
- Вивільга звичайна, Oriolus oriolus

Родина: Сорокопудові (Laniidae)
- Сорокопуд червоноголовий, Lanius senator

Родина: Воронові (Corvidae)
- Сорока мавританська, Pica mauritanica
- Крук пустельний, Corvus ruficollis

Родина: Вівсянкові (Emberizidae)
- Вівсянка садова, Emberiza hortulana
- Вівсянка сахарська, Emberiza sahari

Родина: В'юркові (Fringillidae)
- Bucanetes githagineus

Родина: Горобцеві (Passeridae)
- Горобець чорногрудий, Passer hispaniolensis